# Cmentarz żydowski w Wąchocku
Cmentarz żydowski w Wąchocku – znajduje się przy ulicy Krzemienica obok linii kolejowej nr 25 Ostrowiec Świętokrzyski - Skarżysko-Kamienna. Obecnie ma powierzchnię 0,2 ha, na której zachowało się około 40 macew w dobrym stanie zachowania. Teren cmentarza jest odnowiony, kirkut posiada bramę i zrekonstruowane ogrodzenie. Pośród nagrobków znajduje się pomnik ku czci ofiar holokaustu.

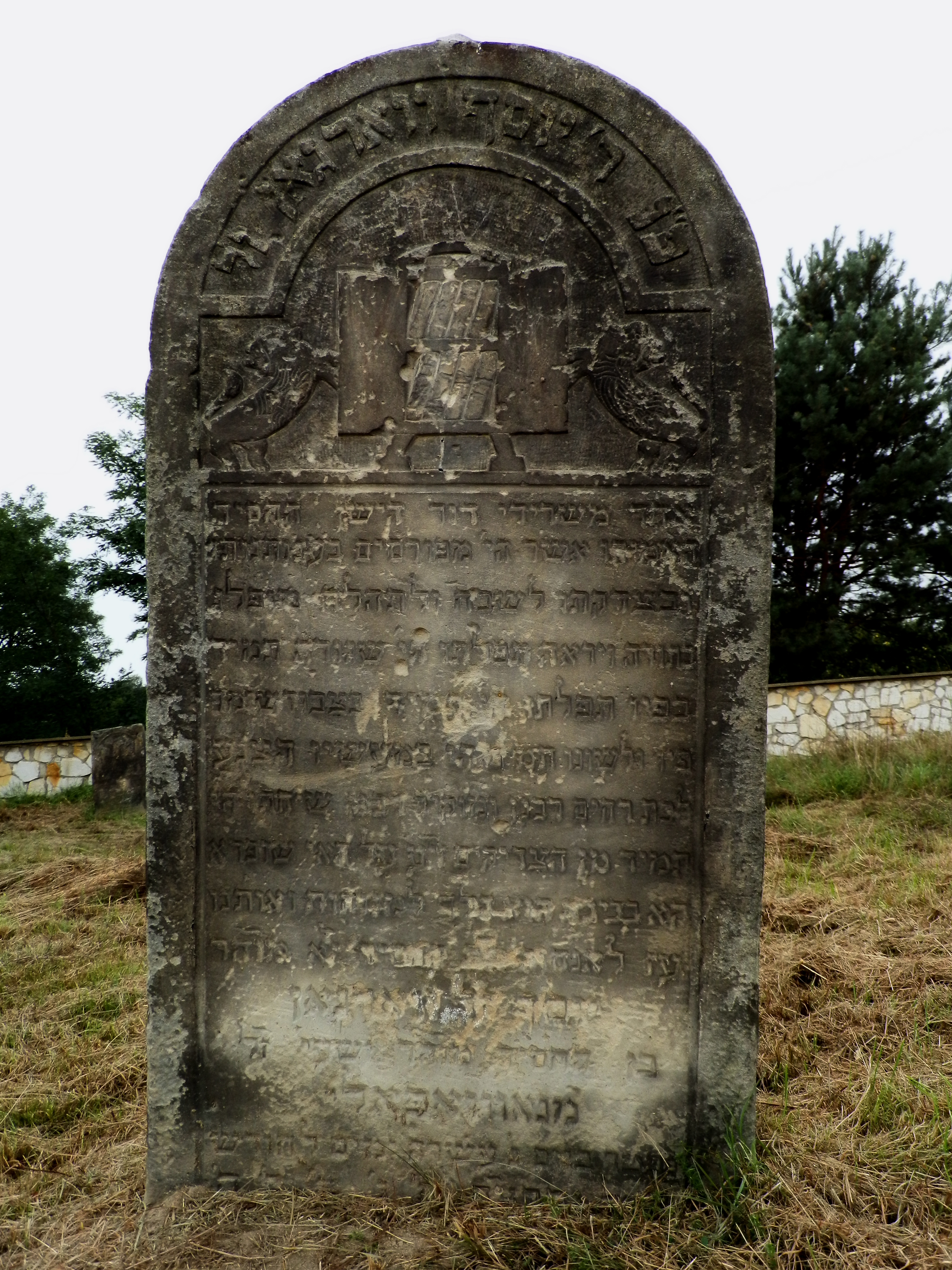
Macewa

Kirkut powstał w 1911, a według niektórych źródeł trzy lata wcześniej. Pierwotnie znajdował się poza miastem, po drugiej stronie torów kolejowych. W przededniu II wojny światowej zajmował powierzchnię 0,25 ha. Ostatni pochówek odbył się w 1942. Od tego czasu cmentarz ulegał dewastacji. W 2006 roku nekropolię uporządkowano i uzupełniono kamienne ogrodzenie.